# Aleksandra Klepaczka
Aleksandra Klepaczka (Bukowiec, Lodz; 1 de enero de 2000) es una modelo y reina de belleza polaca, ganadora de Miss Polski 2022. Representó a su país en Miss Universo 2022 y Miss Supranacional 2023.

## Concursos de belleza

### Miss Polski 2022
Compitió en Miss Polski 2022, que se celebró el 17 de julio de 2022, en Nowy Sącz, representando a Łódź. Fue coronada por la titular saliente, Agata Wdowiak.

### Miss Universo 2022
Klepaczka representó a Polonia en la 71.ª edición de Miss Universo, que se celebró en el Centro de Convenciones Morial de Nueva Orleans (Luisiana), en los Estados Unidos, donde no logró clasificar al Top 16 de cuartofinalistas.

### Miss Supranacional 2023
Klepaczka también representó a Polonia en Miss Supranacional 2023 donde terminó en el Top 24 de cuartofinalistas.

### Reinado Internacional del Café 2024
Aleksandra representó a Polonia en el Reinado Internacional del Café 2024, celebrado en Colombia, logrando ganar el título y ser declarada Virreina de la Policía.